# 3953 Perth
Perth (asteróide 3953) é um asteróide da cintura principal, a 1,836777 UA. Possui uma excentricidade de 0,1875721 e um período orbital de 1 241,67 dias (3,4 anos).
Perth tem uma velocidade orbital média de 19,80874433 km/s e uma inclinação de 4,95081º.
Este asteróide foi descoberto em 6 de Novembro de 1986 por Edward Bowell.